# إدوارد بوكوك
إدوارد بوكوك (بالإنجليزية: Edward Pococke) هو مستشرق إنكليزي وعالم كتاب مقدس، ولد عام 1604 باوكسفورد، انجلترا وتوفي عام 1691 م باوكسفورد، انجلترا. أبحر في 1630 إلى حلب وقضى فيها خمس سنوات، حيث درس اللغة العربية وجمع عدة مخطوطات قيمة. من مؤلفاته كتاب «عن تاريخ العرب» (بالإنجليزية: Specimen historiae arabum) بالاعتماد على ابن العبري ومراجع أخرى، وساعد بريان والتون على طباعة الكتاب المقدس متعدد اللغات polyglot bible حيث المقدمة عن القراءات المختلفة للتوراة العبرية من كتابته.

## من إنجازاته

### الفيلسوف الذي علم نفسه
كان كتابه المشهور (الفيلسوف الذي علم نفسه)، الذي نشر في أوروبا عام 1671م، هي الترجمة اللاتينية التي أعدها للقصة العربية (حي بن يقظان)، لمؤلفها الكاتب العربي الأندلسي ابن طفيل، حيث أثارت اهتماما واسعا بين أهل العلم والفلاسفة، إذ تحتوي على فكرة إن العقل وحده يقود إلى الواجد والخالق، ولقد أحدثت هذه الرواية ضجة في الوسط العلمي في وقته مما جعل الكثير من المفكرين والمؤلفين في الغرب يتهافتون على دراستها وعملوا عدة ترجمات لها بلغات أخرى.

### من أعماله
- ملاحظة حول التاريخ العربي (باللاتينية: Specimen historiae arabum)، عام 1648-1650
- بوابة موسى،(باللاتينية: Porta Mosis) عام 1655
- الحقيقة، عام 1660،
- التاريخ العربي لابن العبري (بالإنجليزية: Arabic history of Bar-Hebraeus) ترجمة لكتاب هوغو غروتيوس التاريخ العربي لابن العبري (م. تاريخ مختصر الدول لأبي الفرج )، 1663
- معجم هيبتاغلوتون، تعليقات(باللاتينية: Lexicon heptaglotton,)،عام 1677
- ملاخي، تعليقات(باللاتينية: Malachi, commentaires)، عام 1677
- أرقام، تعليقات(باللاتينية: Joel, commentaires)، عام 1685
- جويل، تعليقات(باللاتينية: Specimen historiae arabum)، عام 1691